# Kalmunai
Kalmunai (tamil: கல்முனை, singalesisk: කල්මුනේ) er en by i det østlige Sri Lanka, med et indbyggertal (pr. 2001) på cirka 91.000. Byen ligger i Ampara-distriktet.
Kalmunai blev i forbindelse med Jordskælvet i Det Indiske Ocean 2004 som så mange andre kystbyer i Sri Lanka udsat for en kraftig tsunami, der medførte store ødelæggelser og adskillige døde i byen.
7°25′N 81°49′Ø / 7.417°N 81.817°Ø